# 瞿布羅
瞿布羅（泰米爾語：கோபுரம்；泰盧固語：గోపురం；坎納達語：ಗೋಪುರ；馬拉雅拉姆語：ഗോപുരം；高棉語：គោបុរៈ）原指達羅毗荼風格的神廟塔門，後傳至東南亞也指代高棉、爪哇、巴厘風格的印度敎神廟門樓。

## 印度南部

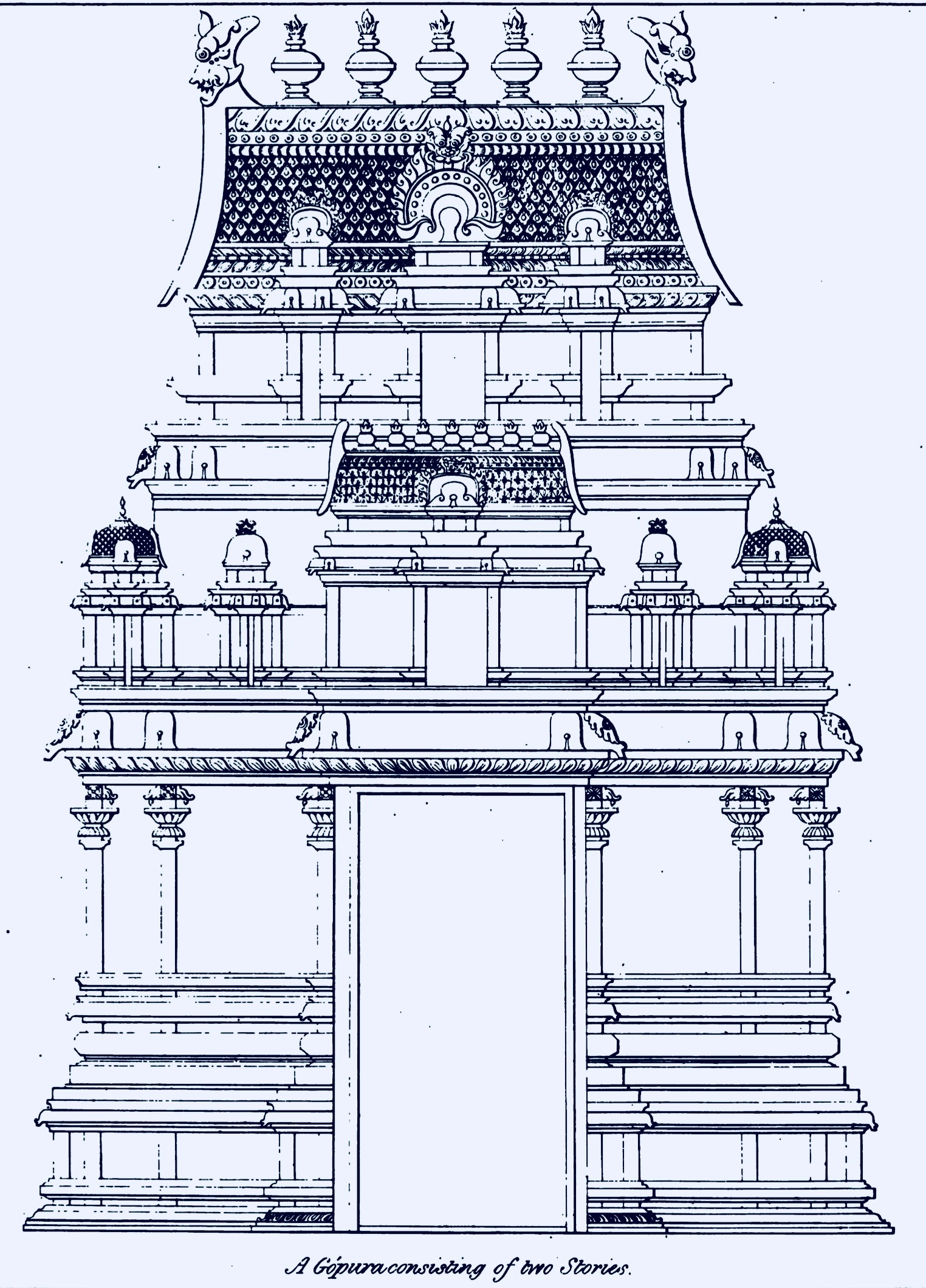
雙層瞿布羅結構。

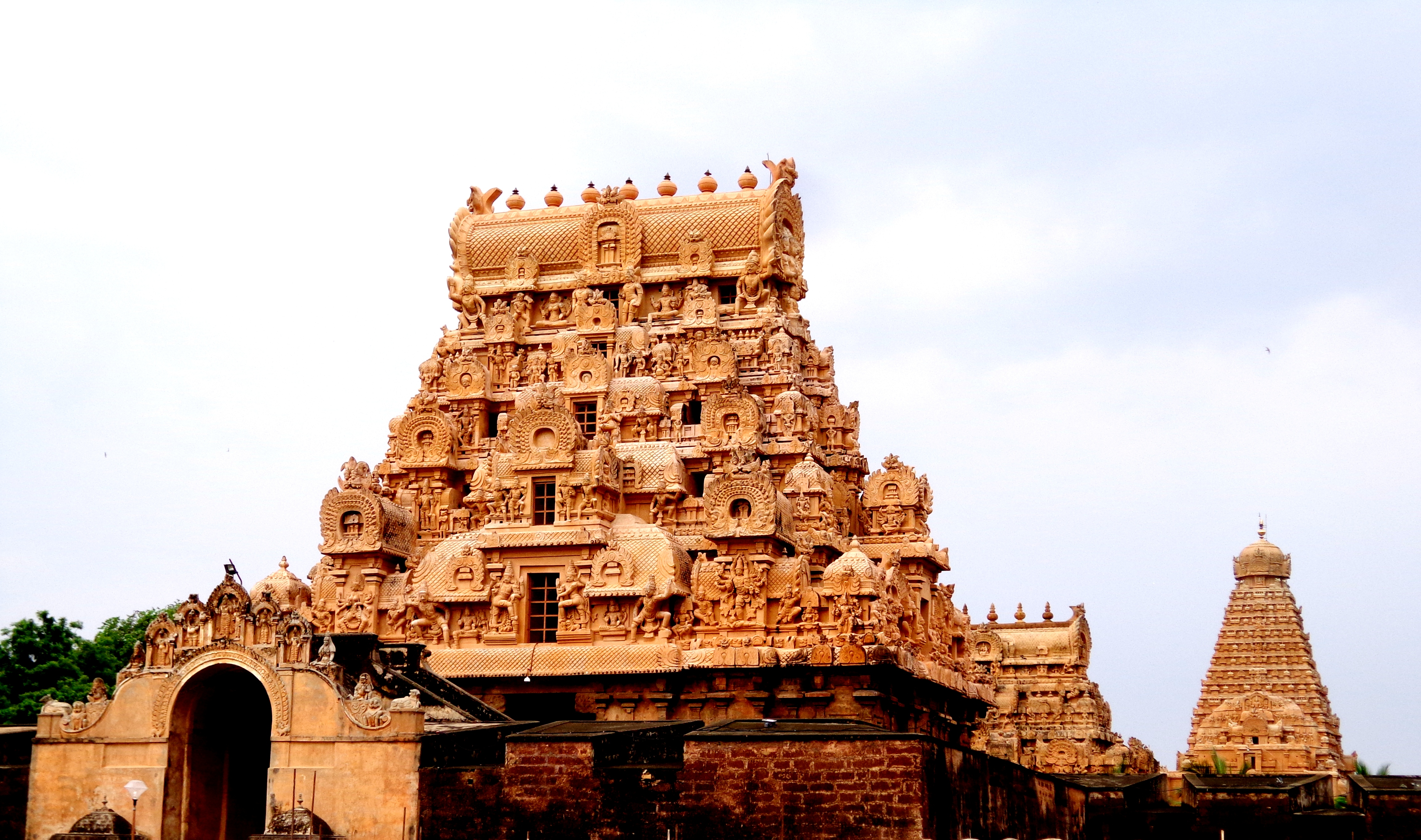
11世紀的瞿布羅門樓屋頂仍衹有五層簡單裝飾。

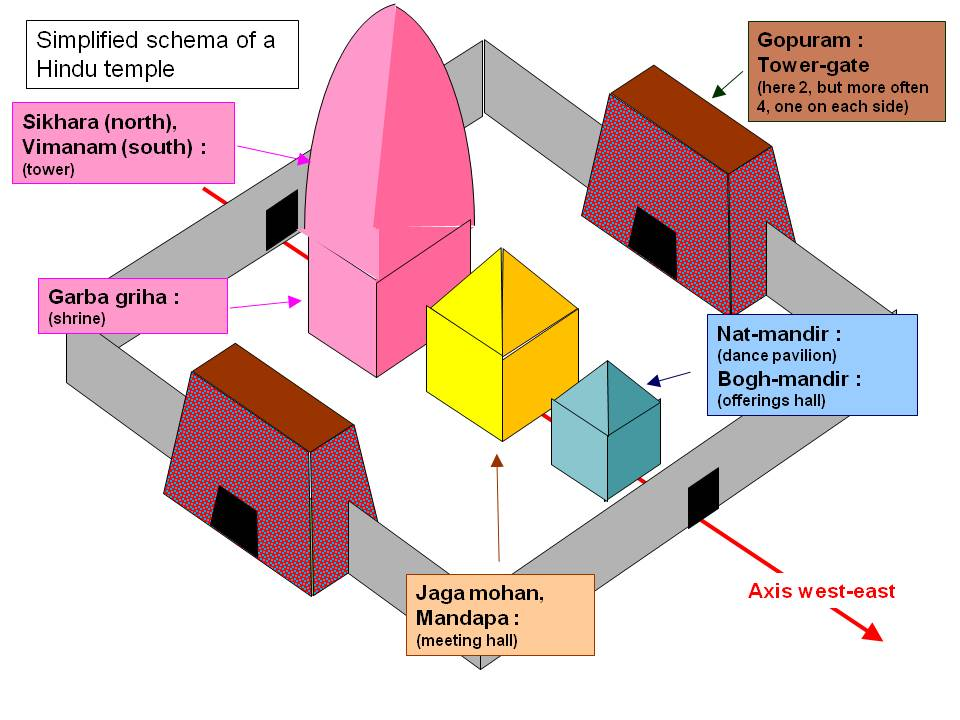
印度敎神廟典型結構，深紅色的卽是瞿布羅，典型的神廟兩側各有兩個瞿布羅

達羅毗荼塔门的建造始於帕拉瓦王朝。直至10世紀，它仍然具有相對素樸的典型門樓結構。然而，自13世紀中葉起，瞿布羅塔门的屋頂開始變得繁雜，多彩繪，層數多，屋頂高度遠超塔门主體高度，遠觀如同九龍寨城。
東南亞也有不少泰米爾移民建造的近現代瞿布羅。

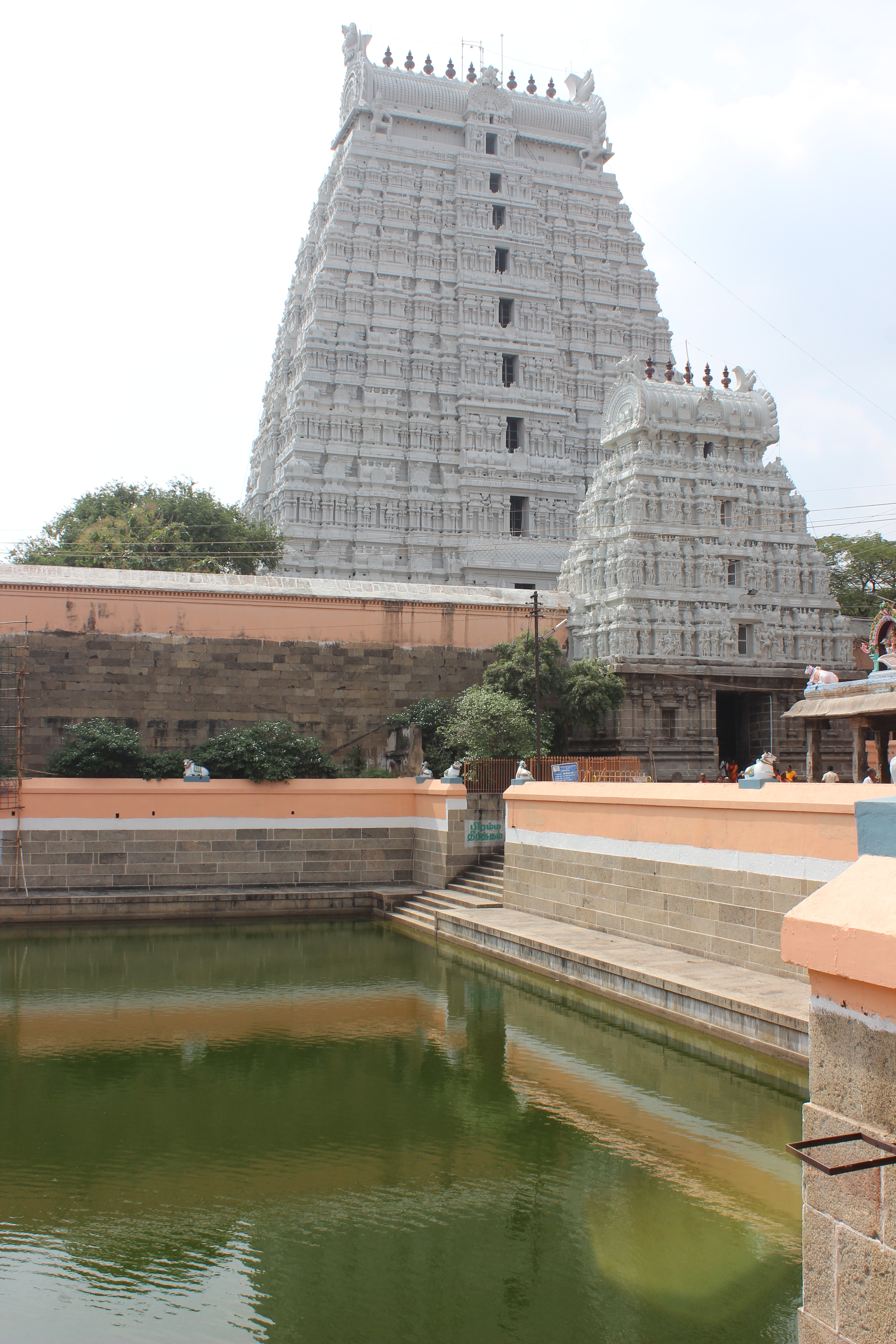
Thiruvannamalai Annamalaiyar Temple Gopurams
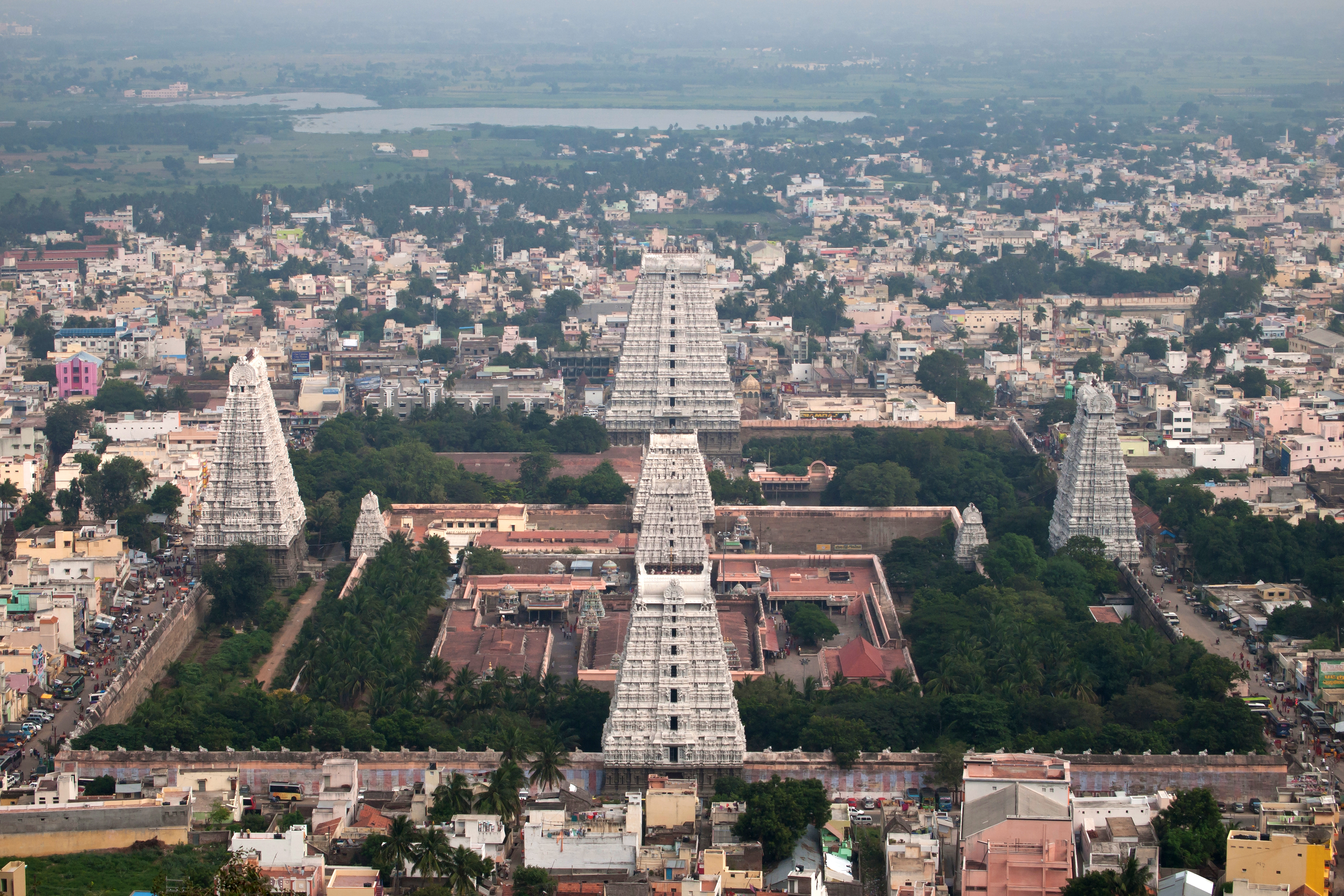
鳥瞰瞿布羅空間分佈
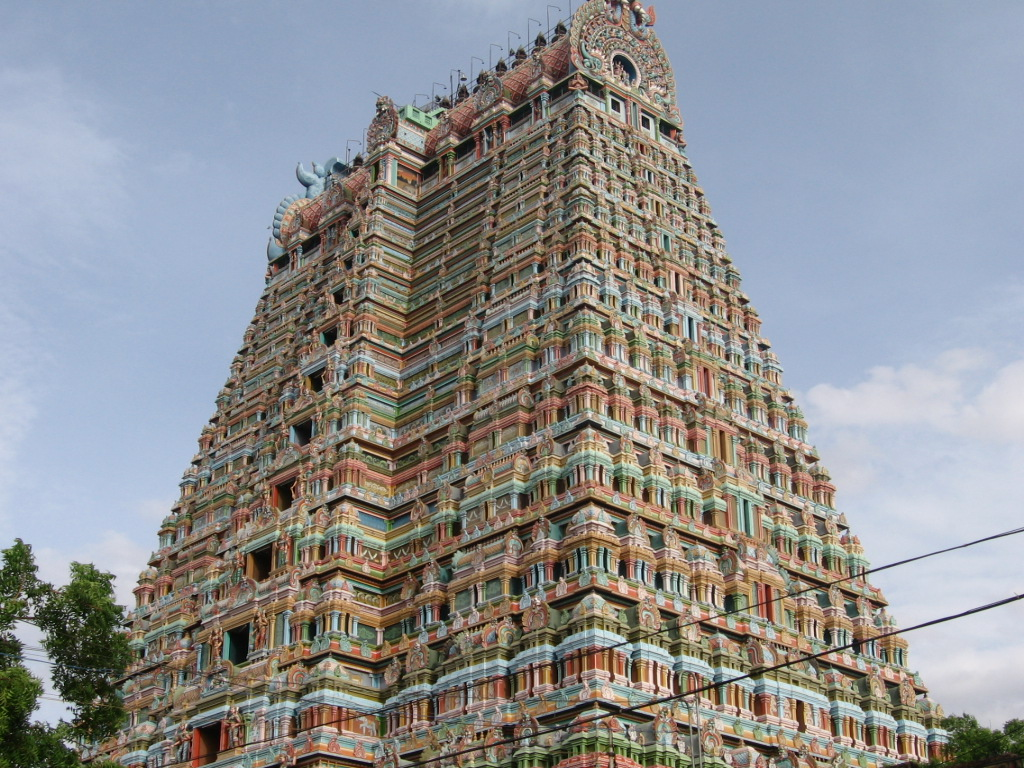
Ranganathaswamy Temple, Srirangam
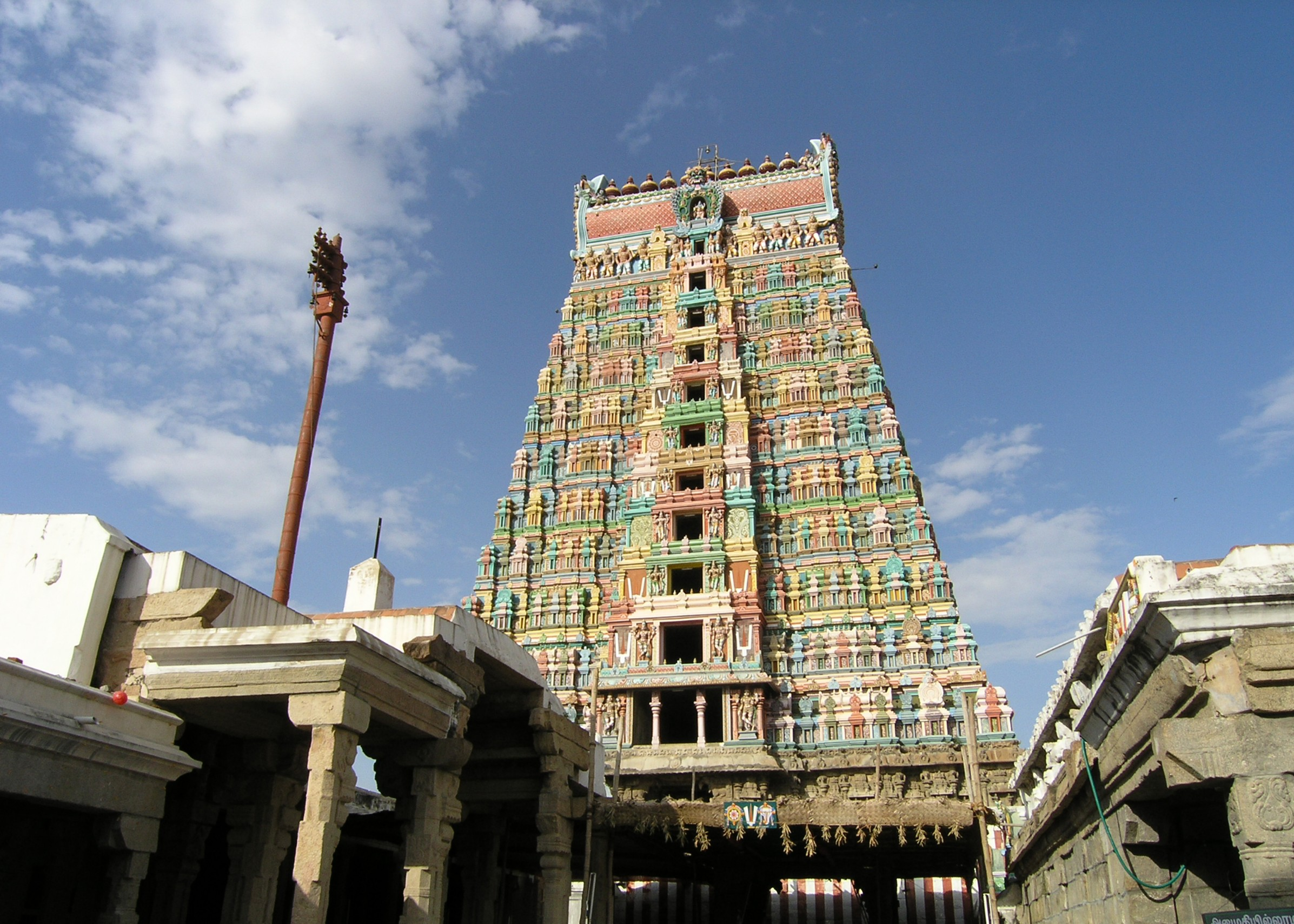
Srivilliputhur
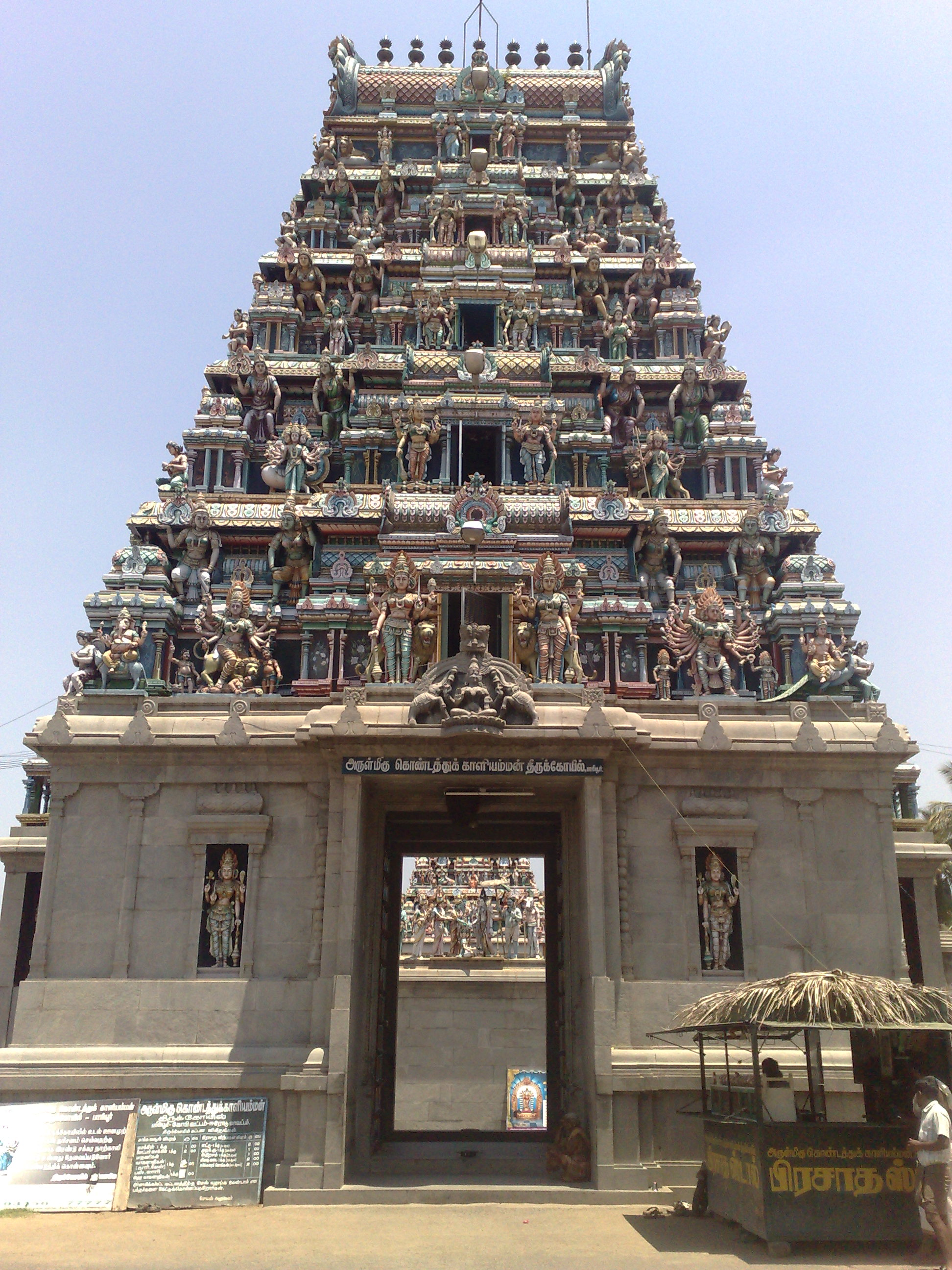
Pariyur
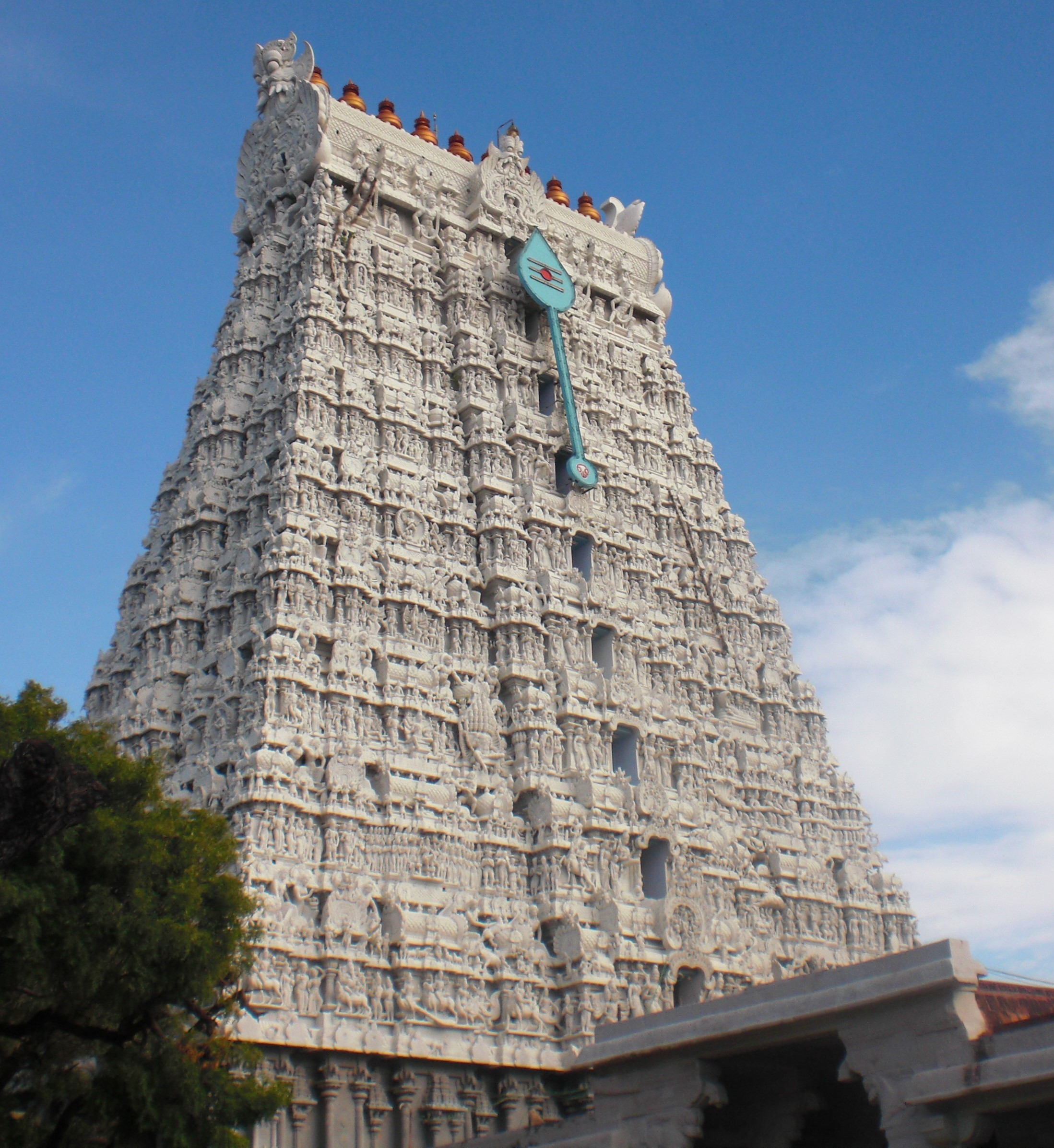
Tiruchendur
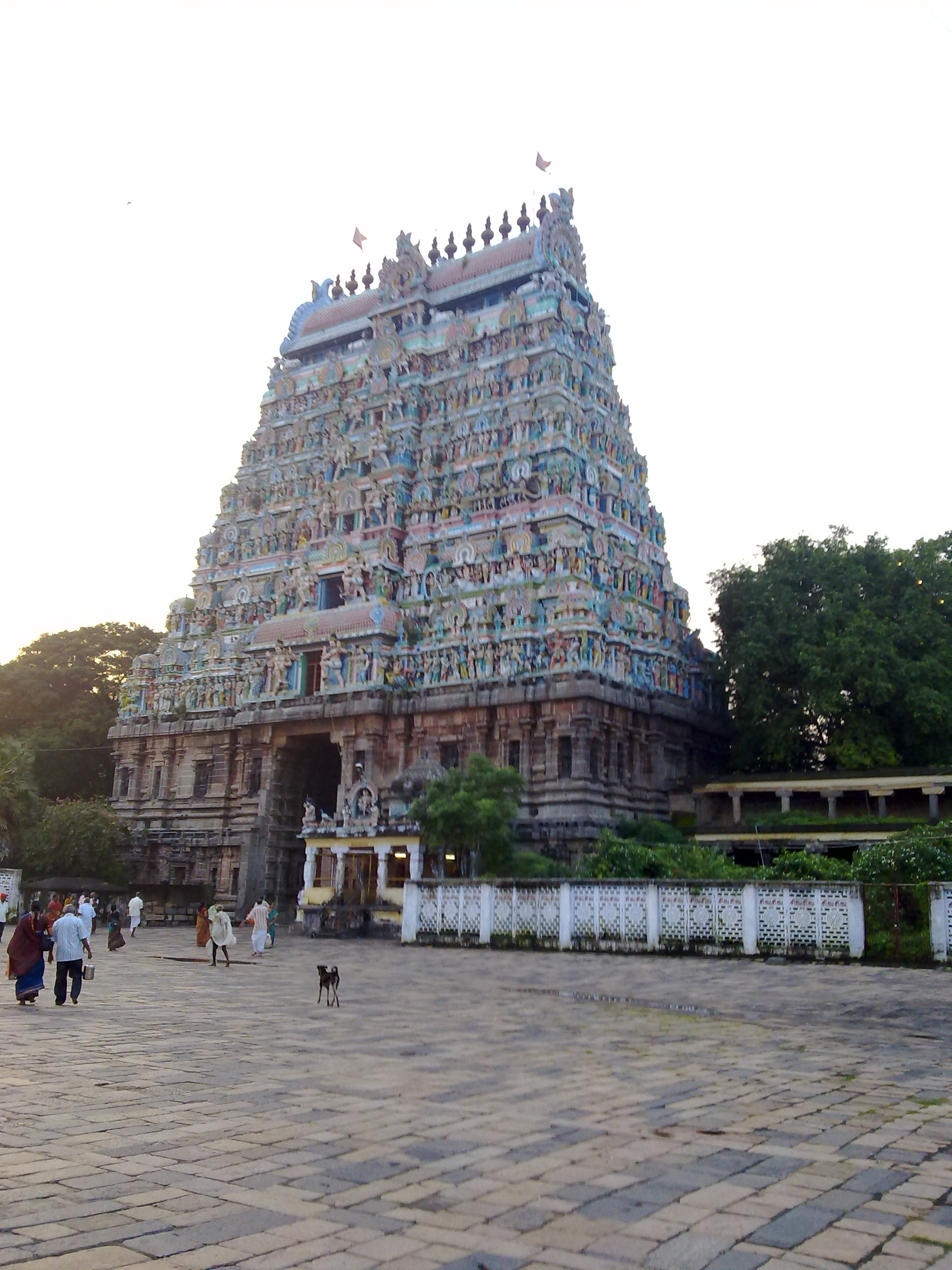
Thillai Nataraja Temple, Chidambaram
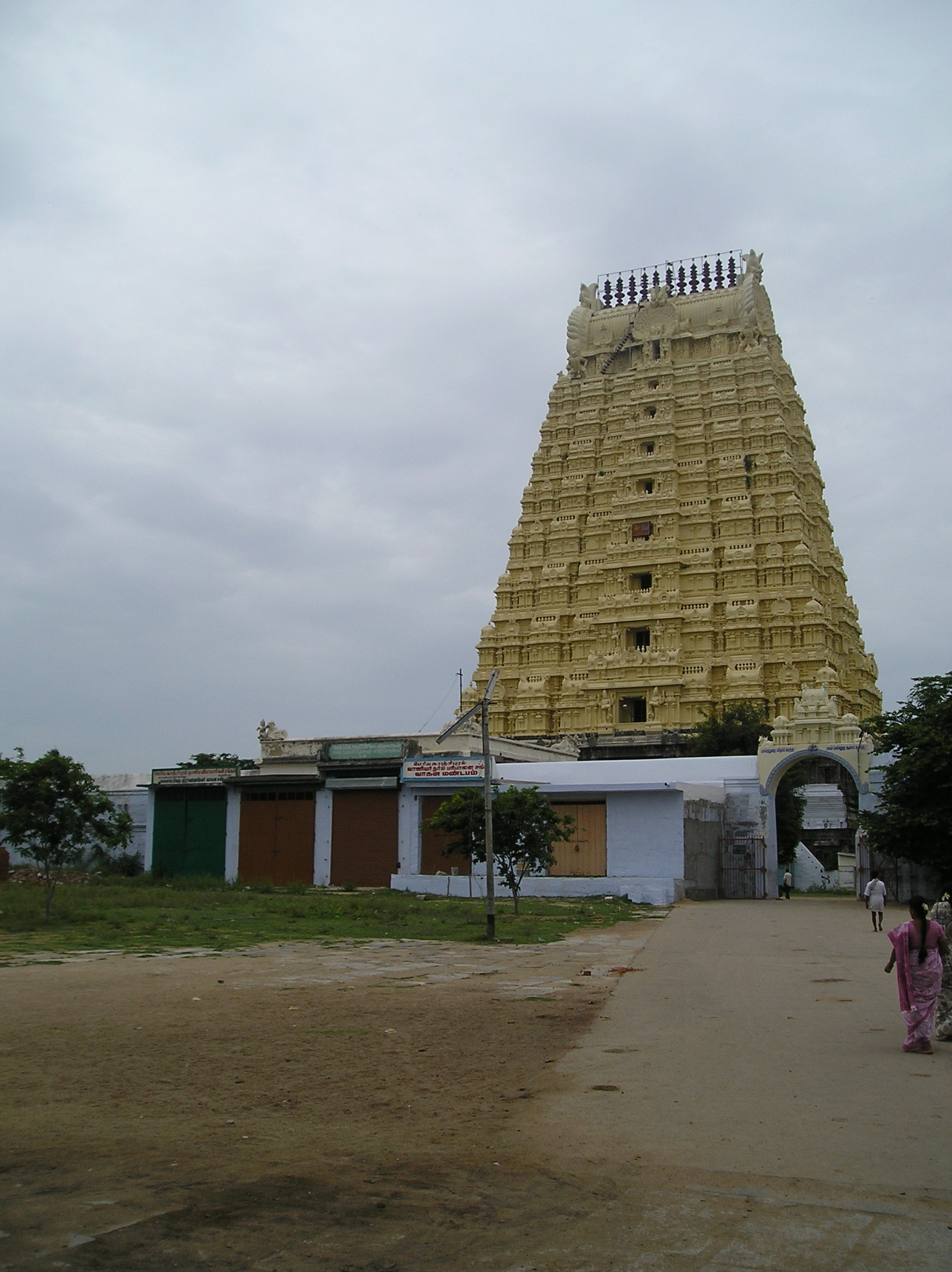
Kancheepuram
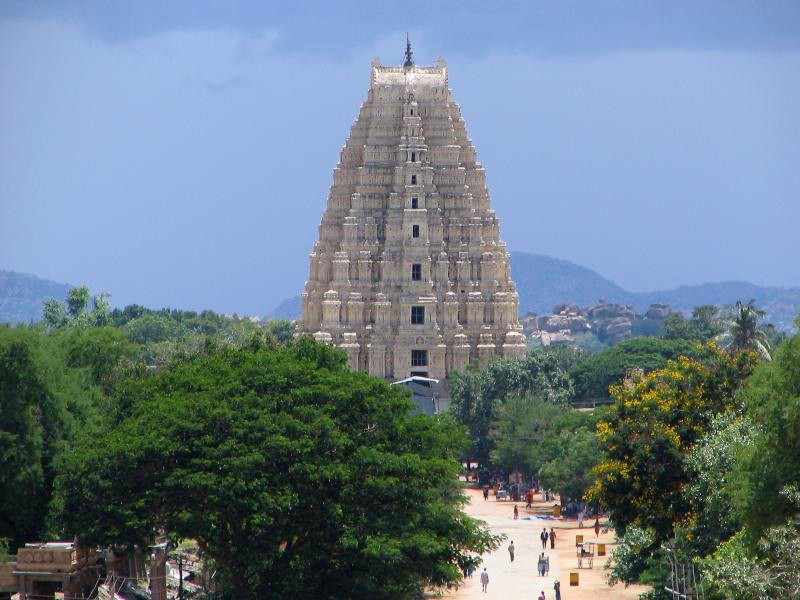
Hampi
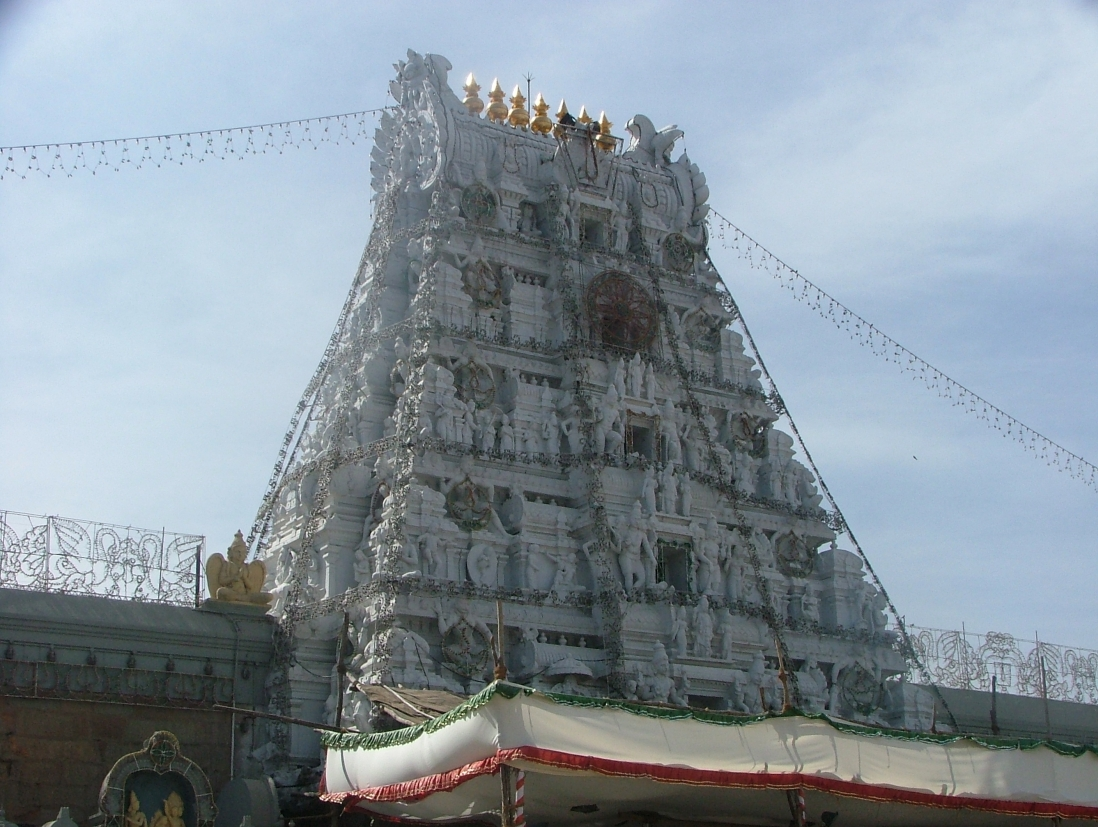
Tirumala
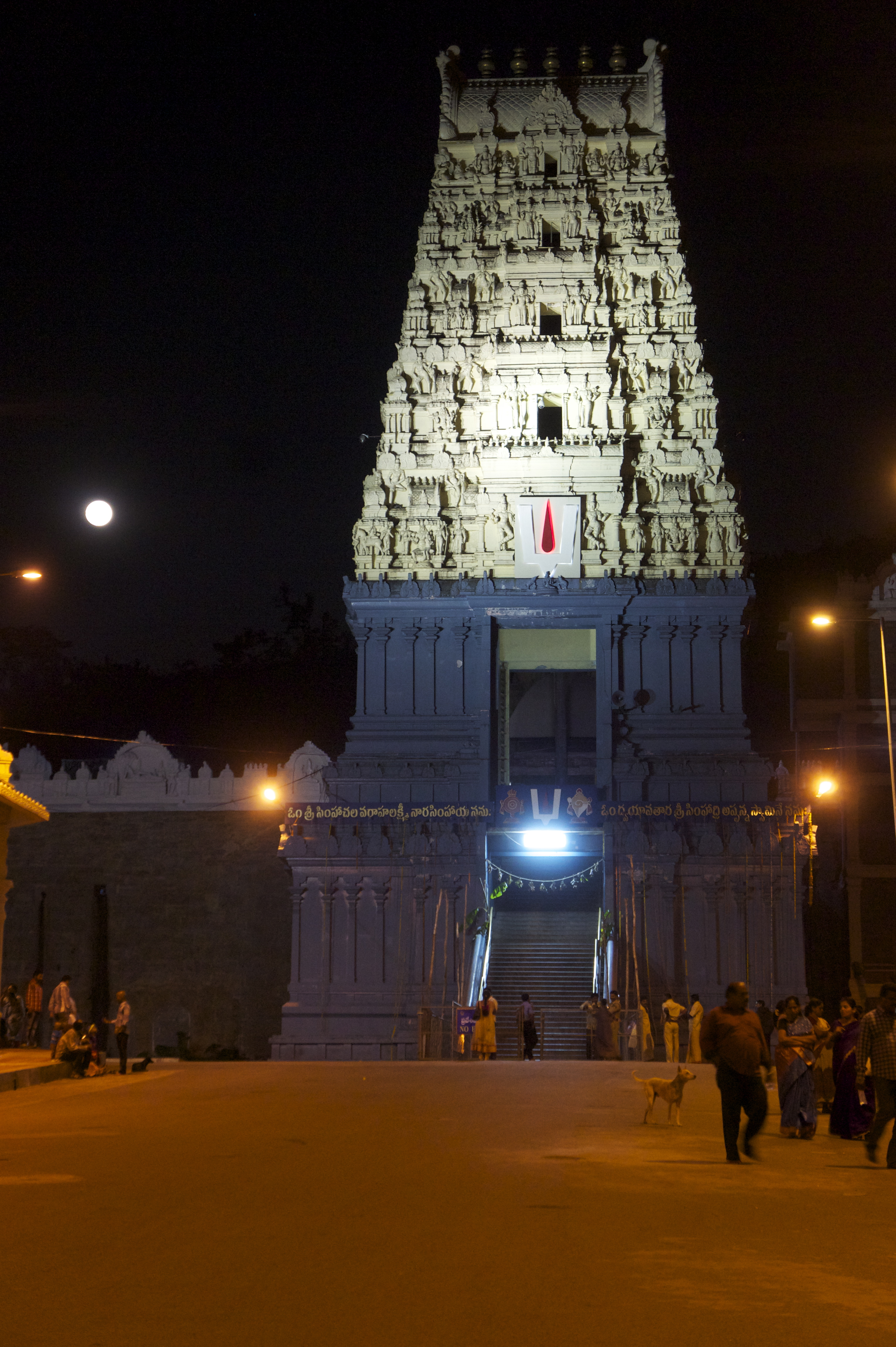
Simhachalam
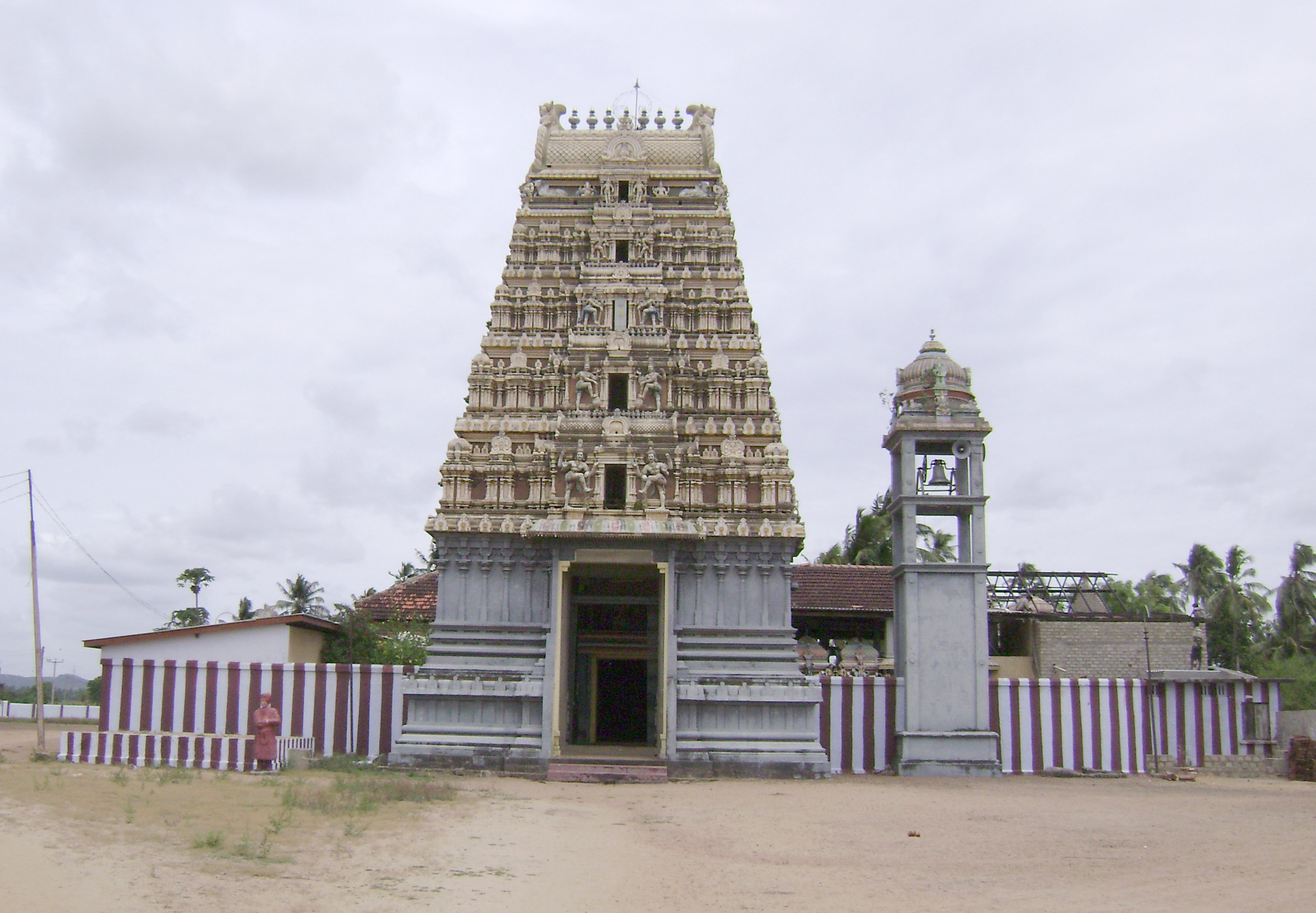
Athi Koneswaram
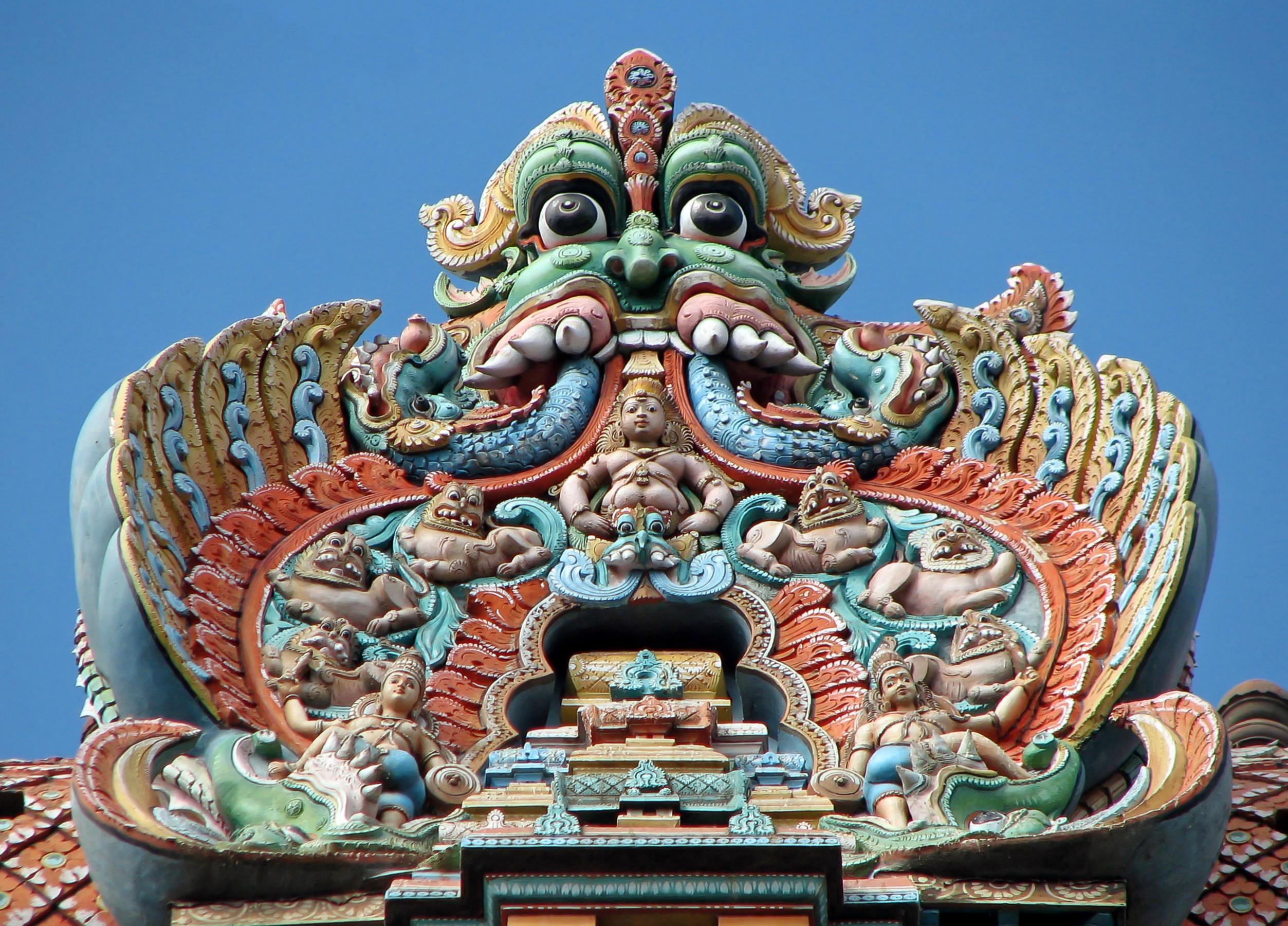
Madurai
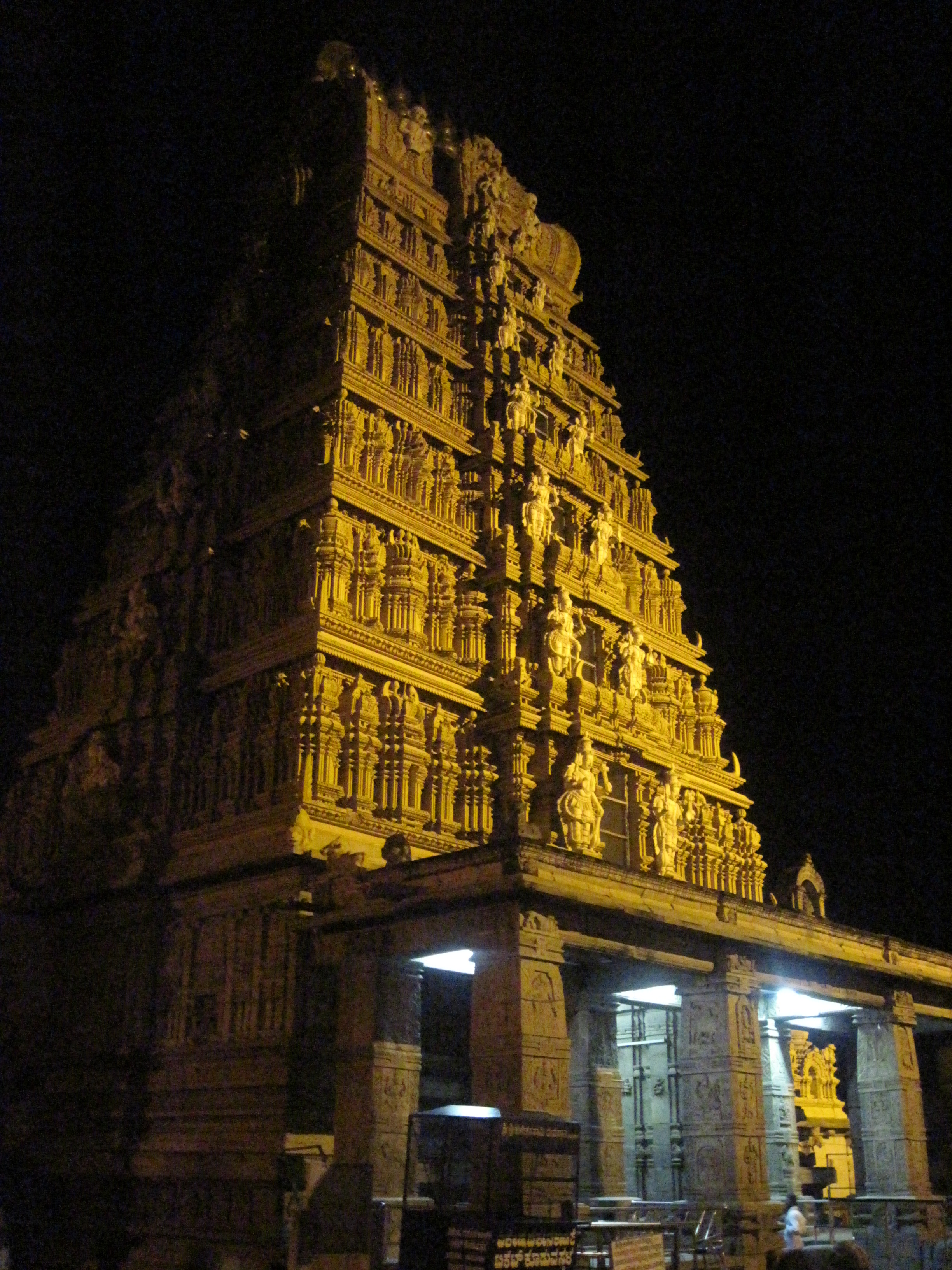
Nanjangud
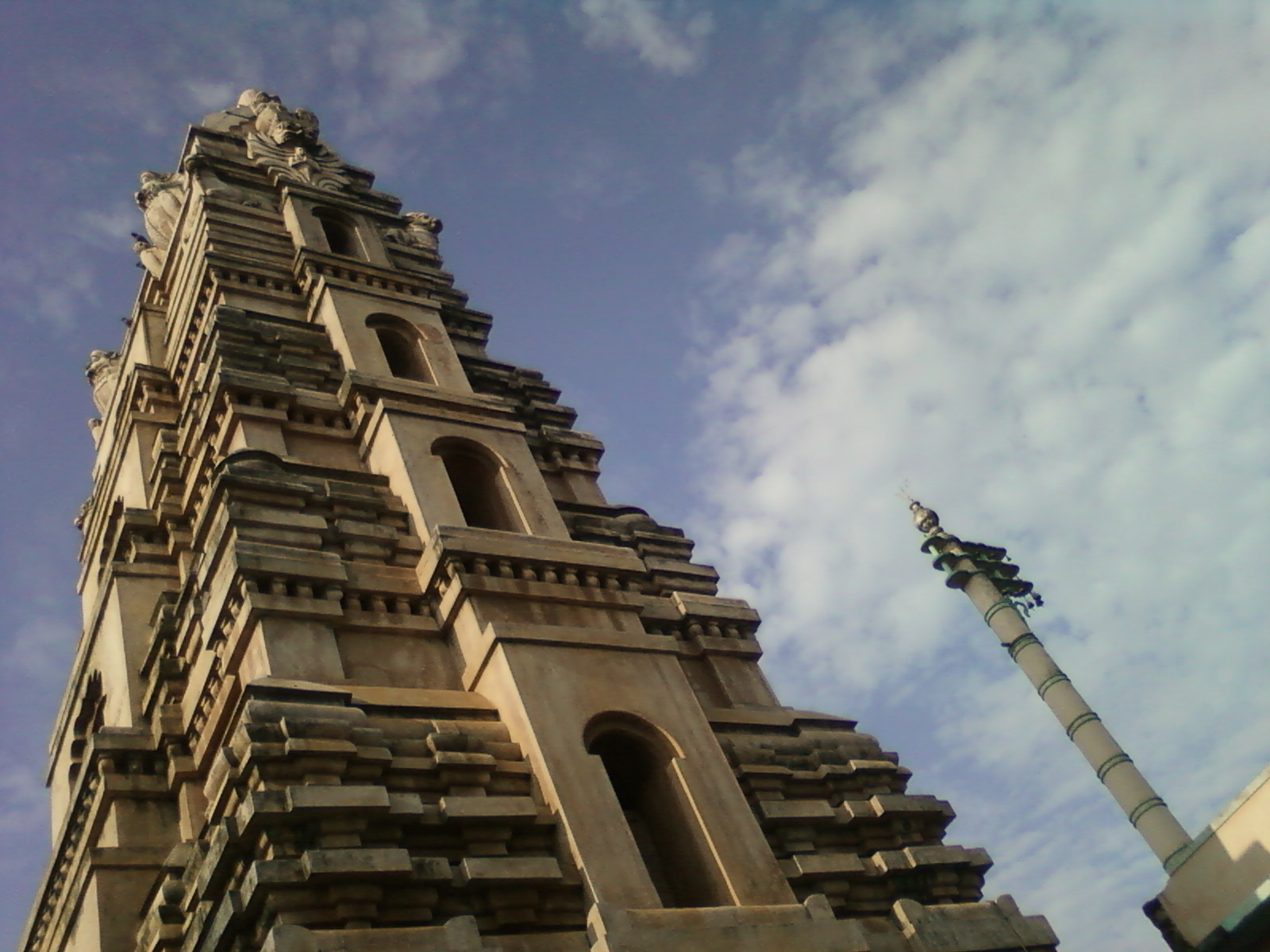
Biccavolu
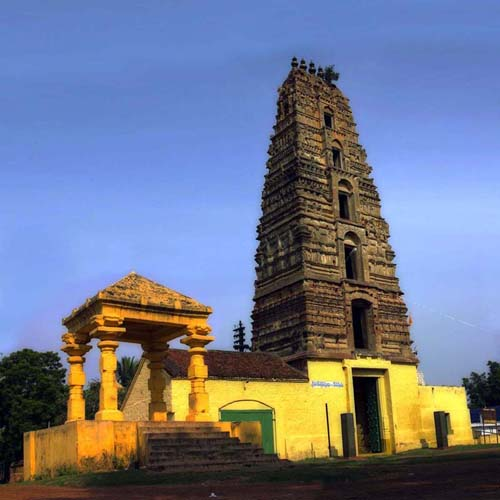
Chebrolu

## 高棉
高棉風格神殿的門樓，尤其是吳哥時期風格神殿的門樓往往銜接圍廊（高棉語ថែវ，撰寫：tʰaev，拼音：thaew）而非圍墻，且屋頂最多衹有一到兩層裝飾，或南印度早期的素風格，或具有高棉人自有的風格。

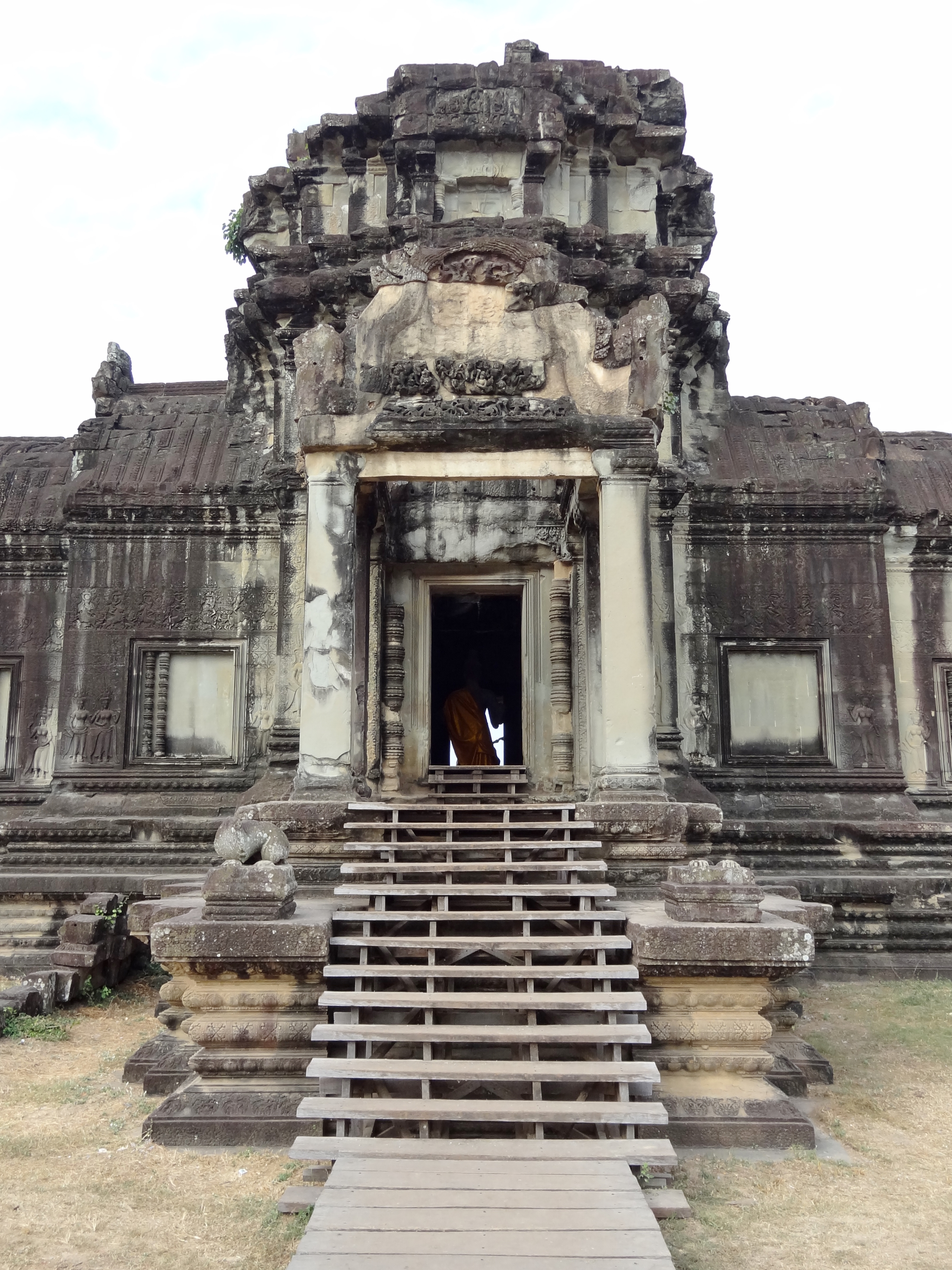
吳哥窟的瞿布羅門樓